# Анищине
Ани́щине (до 2025 — Анискине) — село в Україні, у Вільхуватській сільській громаді Куп'янського району Харківської області. Населення становить 176 осіб. До 2020 орган місцевого самоврядування — Вільхуватська сільська рада.

## Географія
Село Анищине знаходиться на вододілі річок Плотва і Козинка, примикає до села Водяне. Поруч із селом знаходяться урочище Анищенський Ліс (дуб), балки Івкін Яр і Аниськин Яр, Пічки, по яких протікають пересихаючі струмки.

## Історія
12 червня 2020 року, відповідно до розпорядження Кабінету Міністрів України  № 725-р «Про визначення адміністративних центрів та затвердження територій територіальних громад Харківської області», увійшло до складу Вільхуватської сільської громади.
19 липня 2020 року, в результаті адміністративно-територіальної реформи та ліквідації Великобурлуцького району, селище увійшло до складу Куп'янського району Харківської області.
05 червня 2025 року відповідно до Постанови Верховної Ради України № 4483-IX село Анискине було перейменовано на село Анищине. Постанова набула чинності 18 червня 2025 року.